# Lara Croft Tomb Raider: The Cradle of Life
Lara Croft Tomb Raider: The Cradle of Life er anden filmudgivelse i Tomb Raider-serien, og efterfølgeren til Lara Croft: Tomb Raider, begge med Angelina Jolie i rollen som den britiske arkæolog Lara Croft. Filmen er instrueret af Jan De Bont, skrevet af Dean Georgaris og udgivet i 2003.

## Handling
Tekst mangler, hjælp os med at skrive teksten

## Medvirkende
| Skuespiller    | Rolle              |
| -------------- | ------------------ |
| Angelina Jolie | Lara Croft         |
| Gerard Butler  | Terry Sheridan     |
| Chris Barrie   | Hillary            |
| Ciarán Hinds   | dr. Jonathan Reece |
| Djimon Hounsou | Kosa, masai kriger |
| Andrew Joshi   | Reiss' vagt        |
| Til Schweiger  | Sean               |
| Noah Taylor    | Bryce              |
| Ronan Vibert   | Agent Calloway     |
| Simon Yam      | Chen Lo            |

## Soundtrack
| Lara Croft Tomb Raider: The Cradle of Life Soundtrack | Lara Croft Tomb Raider: The Cradle of Life Soundtrack | Lara Croft Tomb Raider: The Cradle of Life Soundtrack | Lara Croft Tomb Raider: The Cradle of Life Soundtrack | Lara Croft Tomb Raider: The Cradle of Life Soundtrack | Lara Croft Tomb Raider: The Cradle of Life Soundtrack | Lara Croft Tomb Raider: The Cradle of Life Soundtrack | Lara Croft Tomb Raider: The Cradle of Life Soundtrack | Lara Croft Tomb Raider: The Cradle of Life Soundtrack | Lara Croft Tomb Raider: The Cradle of Life Soundtrack |
| #                                                     | Titel                                                 | Sangskriver(e)                                        | Længde                                                |                                                       |                                                       |                                                       |                                                       |                                                       |                                                       |
| ----------------------------------------------------- | ----------------------------------------------------- | ----------------------------------------------------- | ----------------------------------------------------- | ----------------------------------------------------- | ----------------------------------------------------- | ----------------------------------------------------- | ----------------------------------------------------- | ----------------------------------------------------- | ----------------------------------------------------- |
| 1.                                                    | "Heart Go Faster"                                     | Davey Brothers                                        | 3:31                                                  |                                                       |                                                       |                                                       |                                                       |                                                       |                                                       |
| 2.                                                    | "The Only Way (Is the Wrong Way)"                     | Filter                                                | 5:15                                                  |                                                       |                                                       |                                                       |                                                       |                                                       |                                                       |
| 3.                                                    | "Bad Girl"                                            | Alexandra Slate                                       | 3:36                                                  |                                                       |                                                       |                                                       |                                                       |                                                       |                                                       |
| 4.                                                    | "Satellite (Oakenfold Remix)"                         | P.O.D.                                                | 4:52                                                  |                                                       |                                                       |                                                       |                                                       |                                                       |                                                       |
| 5.                                                    | "The Last High"                                       | The Dandy Warhols                                     | 4:46                                                  |                                                       |                                                       |                                                       |                                                       |                                                       |                                                       |
| 6.                                                    | "Time"                                                | Saliva                                                | 5:19                                                  |                                                       |                                                       |                                                       |                                                       |                                                       |                                                       |
| 7.                                                    | "Leave You Far Behind"                                | Lunatic Calm                                          | 3:13                                                  |                                                       |                                                       |                                                       |                                                       |                                                       |                                                       |
| 8.                                                    | "Jam for the Ladies (Jason Nevins Remix)"             | Moby                                                  | 4:01                                                  |                                                       |                                                       |                                                       |                                                       |                                                       |                                                       |
| 9.                                                    | "Starting Over"                                       | The Crystal Method                                    | 5:49                                                  |                                                       |                                                       |                                                       |                                                       |                                                       |                                                       |
| 10.                                                   | "You Can't Look Away"                                 | Sloth                                                 | 3:47                                                  |                                                       |                                                       |                                                       |                                                       |                                                       |                                                       |
| 11.                                                   | "I Hate This"                                         | Nadirah "Nadz" Seid                                   | 3:35                                                  |                                                       |                                                       |                                                       |                                                       |                                                       |                                                       |
| 12.                                                   | "Reason Is Treason"                                   | Kasabian                                              | 3:45                                                  |                                                       |                                                       |                                                       |                                                       |                                                       |                                                       |
| 13.                                                   | "Into Hell Again"                                     | 3rd Strike                                            | 3:11                                                  |                                                       |                                                       |                                                       |                                                       |                                                       |                                                       |
| 14.                                                   | "Tears from the Moon (Chillout Mix)"                  | Conjure One og Sinéad O'Connor                        | 6:06                                                  |                                                       |                                                       |                                                       |                                                       |                                                       |                                                       |
| 15.                                                   | "Flight to Freedom"                                   | David A. Stewart                                      | 3:32                                                  |                                                       |                                                       |                                                       |                                                       |                                                       |                                                       |
| 16.                                                   | "Pandora's Box"                                       | Alan Silvestri                                        | 5:24                                                  |                                                       |                                                       |                                                       |                                                       |                                                       |                                                       |
| 67:52                                                 |                                                       |                                                       |                                                       |                                                       |                                                       |                                                       |                                                       |                                                       |                                                       |

Musikken i filmen er komponeret og dirigeret af Alan Silvestri. Den er udført af London Symphony Orchestra.